# جيري برايتمان
جيري برايتمان (بالإنجليزية: Jerry Brightman)‏ هو عازف قيثارة أمريكي، ولد في 1 سبتمبر 1953 في آكرون في الولايات المتحدة، وتوفي في 9 مارس 2015 في كوياهوغا فولز في الولايات المتحدة.

## روابط خارجية
- جيري برايتمان على موقع IMDb (الإنجليزية)